# Тостан (монета)

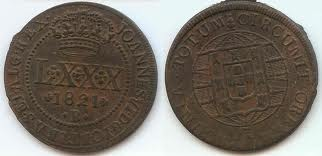
Бразильський тостан 1821

Тостан (порт. Tostão) — назва португальської та бразильської монети.
Вперше були випущені за португальського короля Мануела I (1495—1521), як наслідування поширеної торгової італійської монети тестон. На відміну від своїх прообразів, що отримали назву від італ. testa — голова, через їх характерний вид, що містить зображення монарха, на аверсі португальських тостанів розташовувався герб держави, а на реверсі хрест. У той же час нові монети з'явилися на тлі монетної системи, що склалася. Тостан був кратний 100 реалам. Перші тостани важили 9,96 г за змістом 9,13 г чистого срібла. Згодом монети багаторазово піддавалися псуванню. Так в 1555 тостан важив 8,83 г при вмісті 8,09 г чистого срібла, через 100 років — 5,74 г (5,26 г чистого срібла), в 1700 — 3,46 г (3,17 г чистого срібла) срібла), а 1830 — 2,95 г (2,7 г чистого срібла). З 1854 вага тостана становила лише 2,5 г при вмісті 2,29 г чистого срібла.
Останні монети номіналом у 1000 реалів, які також позначають як 10 тостанів, були викарбувані за останнього короля Португалії Мануела II у 1910 році.
Тостан також карбували і використовували в заморських володіннях Португалії, таких як Азорські острови та Бразилія.